# 사쿠야마정
사쿠야마정(佐久山町)은 도치기현의 북동부, 나스군에 속했던 정이다.

## 역사
- 1889년 4월 1일 - 정촌제 시행에 의해 나스군 사쿠야마정이 성립하였다.
- 1955년 11월 5일 - 오타와라시에 편입되었다.